# Moon Mullican
Aubrey Wilson Mullican (29 de marzo de 1909 - 1 de enero de 1967),  conocido profesionalmente como Moon Mullican y apodado "Rey de los pianistas montañeses", fue un cantante, compositor y pianista estadounidense de música country. Se le asoció con el estilo hillbilly boogie que influyó en el rockabilly. Jerry Lee Lewis lo citó como una gran influencia tanto en la forma de cantar como en la de tocar el piano. 

## Biografía
Mullican nació cerca de Corrigan, en el Condado de Polk (Texas), hijo de Oscar Luther Mullican (1876-1961) y su primera esposa, Virginia Jordan Mullican (1880-1915).  Siendo niño, Mullican comenzó a tocar el órgano, que su padre había comprado para cantar mejor los himnos en la iglesia.  Se introdujo en el Country blues de la mano de Joe Jones, un aparcero negro de la granja familiar con el que hizo amistad.  Sus padres no siempre lo aprobaron y él se debatió entre tocar música religiosa y secular. Con 16 años, Mullican dejó su casa y se mudó a Houston, donde actuó y cantó en clubes locales. 
En la década de 1930, Mullican adquirió el apodo de "Moon" (Luna). Aunque fuentes publicadas sugieren que es la abreviatura de "moonshine" o posiblemente una consecuencia de sus actuaciones nocturnas,  su familia dice que recibió el apodo porque le encantaba jugar "Shoot the Moon", una variación del juego del dominó. También es muy probable que la popular tira cómica Moon Mullins, que debutó en 1923, haya desempeñado un papel en el apodo y la aliteración similares de Mullican.
Sus primeras influencias fueron artistas de blues populares de la época como Bessie Smith, Blind Lemon Jefferson y Leroy Carr, junto con músicos country como Jimmie Rodgers y Bob Wills.  En 1936, hizo una versión de "Georgia Pine" de Cab Calloway y también cantó sus propias composiciones "Ain't You Kinda Sorry" y "Swing Baby Swing" para la banda de Western swing de Leon Selph, The Blue Ridge Playboys.  Tocó y grabó con los Texas Wanderers de Cliff Bruner, Sunshine Boys y Jimmie Davis.  A finales de la década de 1930, se había convertido en un vocalista muy popular. Mullican solía actuar frecuentemente con otro pianista, Black Boy Shine. El dúo adoptó el nombre de "Moonshine", resultado de la combinación de sus apodos. 
A principios de la década de 1940, regresó a los Texas Wanderers como cantante principal y pianista, cantando éxitos como "Truck Driver's Blues" y "I'll Keep On Loving You".  En 1942 dejó la banda para ejercer como músico de sesión, tocando para artistas como Floyd Tillman, Ernest Tubb y Red Foley .
En 1945, formó su propia banda, The Showboys, que rápidamente se convirtió en uno de los grupos más populares en el área de Texas-Luisiana con una mezcla de música country, western swing, música cajún y el salvaje piano y canto de Mullican. Aunque su estilo era muy ecléctico e incluía baladas country, parte de su música presagiaba claramente lo que más tarde se llamaría rock and roll. En septiembre de 1946, Mullican realizó numerosas grabaciones para el sello discográfico King Records en Cincinnati.  Su primer lanzamiento, "The Lonesome Hearted Blues" / "It's a Sin to Love You Like I Do" se vendió bastante bien, pero no llegó a las listas de éxitos. Su segundo lanzamiento, "New Jole Blon" en diciembre de 1946, alcanzó el número 2 en la lista Hot Country Songs,  vendió un millón de copias  y fue el comienzo de una larga serie de éxitos.  Se convirtió en miembro del elenco del popular programa de radio en vivo Grand Ole Opry en 1951.  
Mullican fue uno de los artistas con mayores ventas de King Records. Aunque no tuvo un gran éxito en las listas, fue popular en el sureste de los Estados Unidos con discos como "The Leaves Must'n't Fall", "Hey Shah", " You Don't Have to Be a Baby to Cry ", "Nine Tenths of the Tennessee River" y "I Was Sorta Wonderin". A mediados de la década de 1950, muchos artistas, como Lefty Frizzell y George Jones, experimentaron con el rock and roll a medida que su popularidad comenzó a ganar terreno frente al country y el western tradicional. Mullican se sumó a esta corriente grabando cuatro temas de rock and roll con Boyd Bennett and His Rockets, incluido " Seven Nights to Rock ".  Sin embargo, ninguno de los sencillos llegaron a las listas. Antes de firmar con Cora Records en 1958, tuvo otros tres éxitos más con King, incluido "Hey Shah".
En 1958, Mullican firmó con el productor de música country Owen Bradley para el sello subsidiario de Decca Records, Coral Records, y grabó más canciones de rock, incluidas "Moon's Rock" y "Sweet Rockin' Music". Desanimado por el fracaso de sus bandas de rock, Owen Bradley convenció a Mullican para que grabara sus canciones originales en el nuevo y floreciente estilo de música country, el conocido como sonido Nashville. Sin embargo, a Mullican, cuyo estilo era principalmente el honky tonk tradicional, le resultó difícil hacer un ajuste tan grande a su estilo y fue despedido de Coral Records en 1959.
A principios de la década de 1960, Mullican era una figura en gran medida olvidada a nivel nacional, pero con cierto renombre en Texas, donde se instaló y continuó actuando y grabando canciones country como "I'll Pour the Wine" y "Love Don't Have a Guarantee", junto con novedades menos notables como "I Ain't No Beatle, But I Wanna Hold Your Hand".  Uno de sus últimos discos fue "Love That Might Have Been".
A pesar de ser diagnosticado de una enfermedad cardíaca, Mullican siguió actuando con regularidad. En la víspera de Año Nuevo de 1966, sufrió un infarto en Beaumont (Texas), muriendo a primera hora de la mañana del 1 de enero de 1967 a los 57 años. 

## Influencia
A finales de la década de 1940 y principios de la de 1950, Mullican influyó en muchos otros artistas country. Había definido un estilo de baladas country que no se insinuaba en su obra de los años treinta. Este estilo de música influyó en artistas como Jim Reeves (miembro de la banda de Mullican durante un tiempo), Hank Williams (quien nombró a Mullican como su artista favorito), Hank Snow, Bill Haley, Elvis Presley y especialmente en Jerry Lee Lewis, quien versionó muchas de las canciones de Mullican. Sin embargo, fue en el ámbito del boogie campesino donde Mullican tuvo su mayor influencia Muchas de sus canciones, como "Pipeliners Blues", "Hey! Mister Cotton-Picker" y "Cherokee Boogie" (su mayor éxito en 1951) presagiaron un estilo adoptado con gran popularidad por Haley y más tarde el rock and roll. Mullican también influyó en muchos otros, incluida la banda de western swing Asleep at the Wheel, que incluyó una versión de su canción "Cherokee Boogie" en su álbum de 1973 Comin' Right At Ya, con varios CD tributo grabados para conmemorar el centenario de Mullican en 2009.
También se cree que Mullican coescribió "Jambalaya", una canción que Hank Williams hizo famosa y que no pudo atribuirse a Mullican debido a su contrato con King Records.  La grabación de Mullican, fue publicada en julio de 1952, el mismo mes que la versión de Williams, pero difiere significativamente al tener un orden diferente de versos y coplas con rima adicional.

## Legado
En 1976, Mullican fue incluido póstumamente en el Salón de la Fama de los Compositores de Nashville. Se han publicado numerosas recopilaciones de su música, en varios sellos, incluidos Ace y Bear Family. 

## Discografía
| Año  | Título                                    | Posicionamiento en lista | Posicionamiento en lista |
| Año  | Título                                    | Hot Country Songs        | Billboard Hot 100        |
| ---- | ----------------------------------------- | ------------------------ | ------------------------ |
| 1947 | "New Pretty Blonde (Jole Blon)"           | 2                        | 21                       |
| 1947 | "Jole Blon's Sister"                      | 4                        |                          |
| 1948 | "Sweeter Than the Flowers"                | 3                        | 30                       |
| 1948 | "I Left My Heart in Texas"                | 12                       |                          |
| 1948 | "Foggy River"                             | 13                       |                          |
| 1949 | "What Have I Done That Made You Go Away?" | 15                       |                          |
| 1950 | "I'll Sail My Ship Alone"                 | 1                        | 17                       |
| 1950 | "You Don't Have to Be a Baby to Cry "     | 8                        |                          |
| 1950 | "Goodnight Irene"                         | 5                        |                          |
| 1950 | "Mona Lisa"                               | 4                        |                          |
| 1951 | "I Was Sorta Wonderin'"                   | 10                       |                          |
| 1951 | "Cherokee Boogie (Eh-Oh-Aleena)"          | 7                        |                          |
| 1952 | "Jambalaya"                               |                          |                          |
| 1953 | "Pipeliner Blues"                         |                          |                          |
| 1956 | "Hey Shah"                                |                          |                          |
| 1961 | "Ragged but Right"                        | 15                       |                          |

### Recopilatorios
- Moon's Rock (Bear Family, 1992)
- Moonshine Jamboree (Ace, 1993)
- The EP Collection (See For Miles, 2000)
- Showboy Special: The Early King Sides (1946-1947) (Westside, 2000)
- Moon's Tunes: The Chronological King Recordings, Vol. 2 (1947-1950) (Westside, 2002)
- I'll Sail My Ship Alone (Proper, 2002) 2CD
- Seven Nights To Rock (More King Classics 1950-1956) (Ace, 2004)
- I Done It! The Uptempo Moon Mullican 1949-1958 (Jasmine, 2019)